# 1564 Srbija
Srbija (asteróide 1564) é um asteróide da cintura principal, a 2,5318404 UA. Possui uma excentricidade de 0,2014158 e um período orbital de 2 061,92 dias (5,65 anos).
Srbija tem uma velocidade orbital média de 16,72765014 km/s e uma inclinação de 11,04271º.
Esse asteróide foi descoberto em 15 de Outubro de 1936 por Milorad Protić.
Seu nome é uma referência a Sérvia, por ter sido descoberto em Belgrado.